# Personvagn SJ EC3c 9019

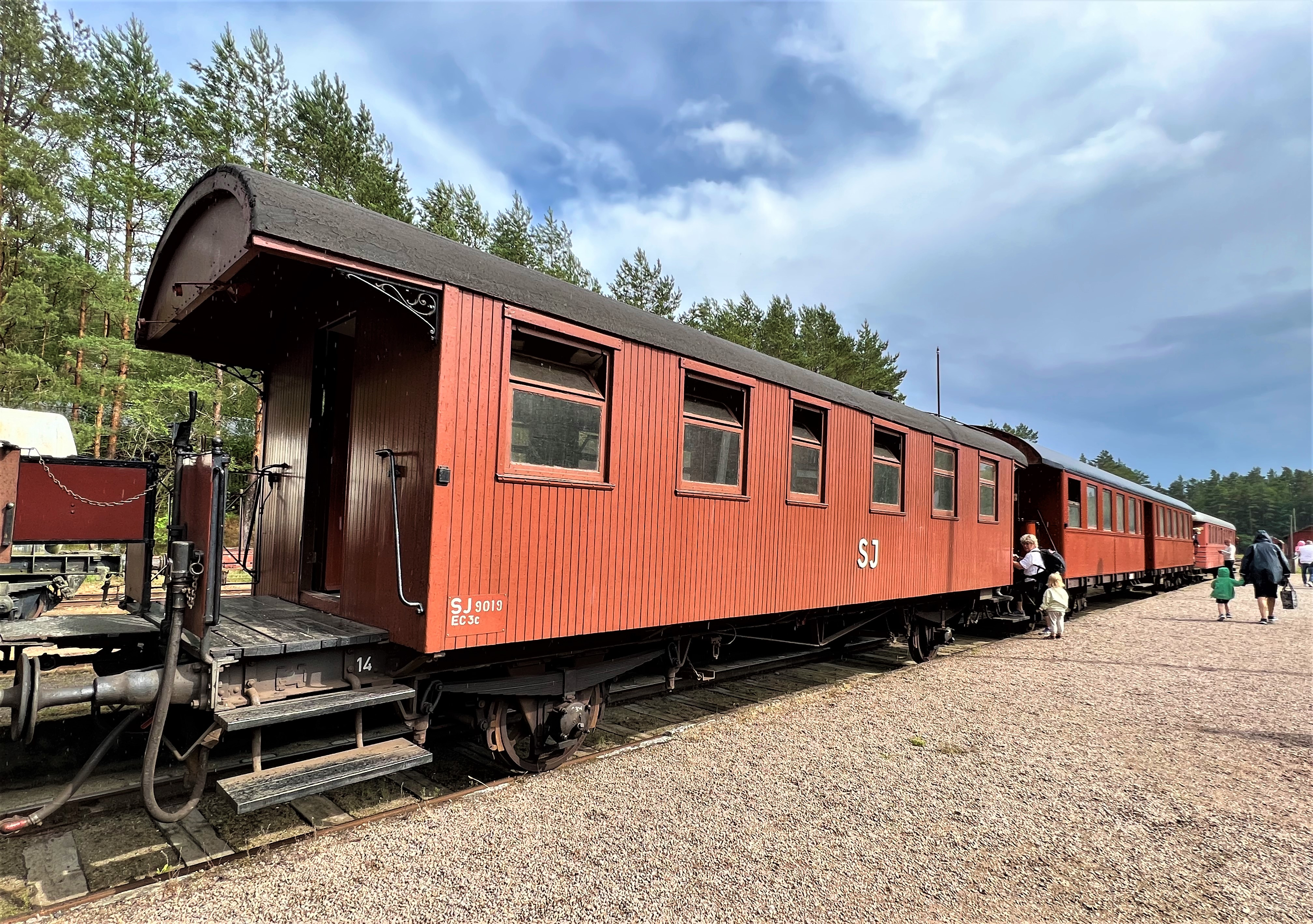
Exteriör

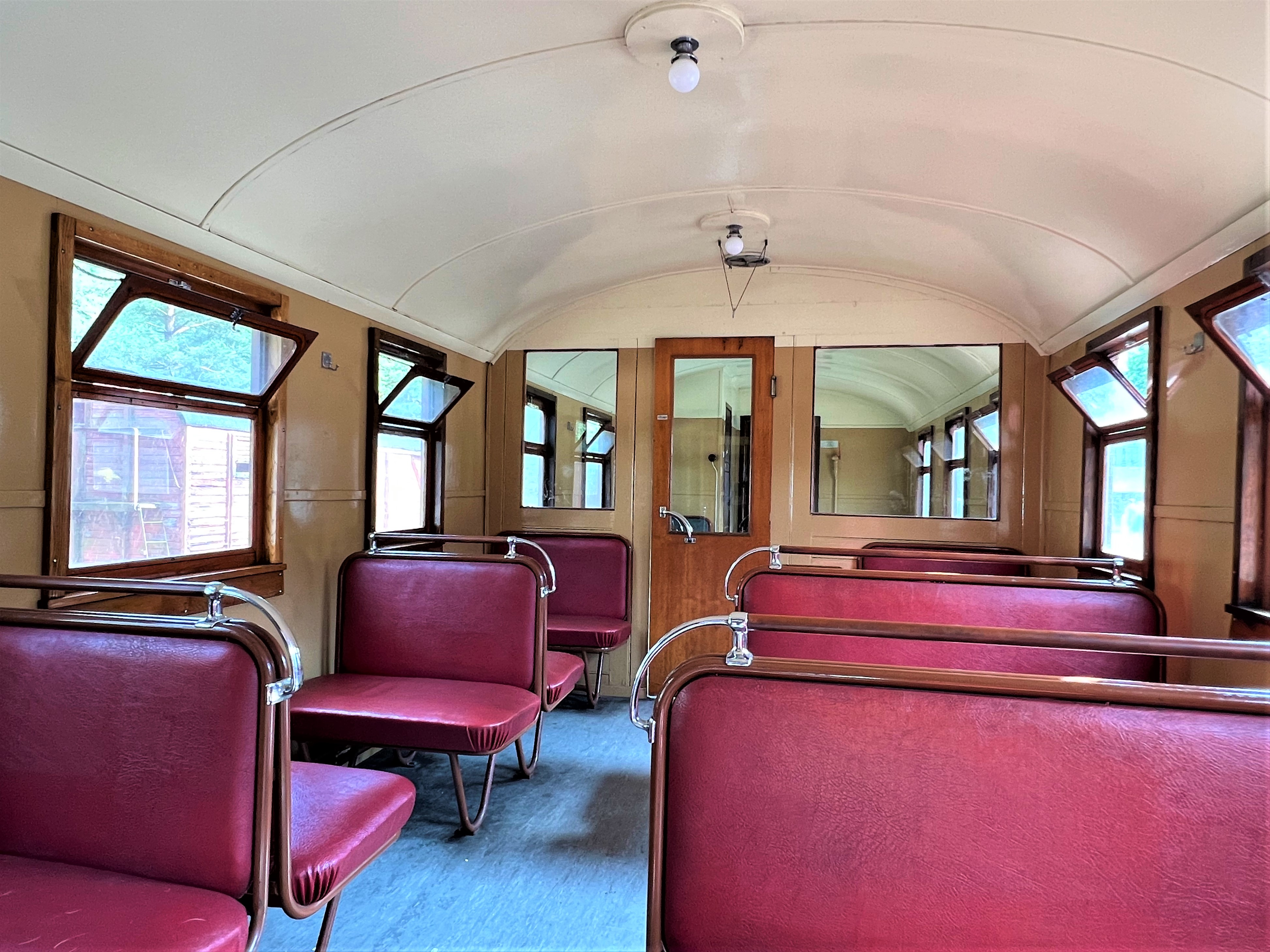
Interiör

SJ Personvagn EC3c 9019 är en normalspårig personvagn, som byggdes 1918 av Van der Zypen & Charlier i Köln i Tyskland för Preussische Staatseisenbahnen som en treaxlig personvagn av littera D3i för militära sjuktransporter. När vagnen byggdes, var korglängden 9,8 meter, bredden 2,9 meter och axelavstånden 3,5 respektive 3,5 meter. 
Vagnen rullar numera för Skånska Järnvägar på museijärnvägen Brösarp–S:t Olof i turisttrafik. Den väger 15 ton och har 52 sittplatser. 
Efter Versaillesfreden 1920 minskade det preussiska järnvägsföretagets järnvägsnät kraftigt, samtidigt som bolaget gick upp i det nybildade alltyska Deutsche Reichsbahn. I samband med detta såldes omkring 60 personvagnar av denna typ till Sverige, bland annat till Lysekils Järnväg, Helsingborg-Hässleholms Järnväg och Malmö-Ystads Järnväg. Två av dessa köptes 1923 av Lysekils Järnväg, vilka fick nr 6 och 7. På banans verkstad försågs vagnarna med vakuumbroms, värmeledning, elektriskt ljus och bänkinredning.
Personvagnen nr 6 byggdes om, troligen omkring 1932, till tvåaxlig vagn och fick den exteriöra stålplåten utbytt mot teak. Den kom till Helsingborg–Hässleholms Järnväg efter det att Lysekils Järnväg förstatligats 1940, där den fick namnet HHJ C 543. Efter förstatligandet av Helsingborg–Hässleholms Järnväg samma år, döptes vagnen om till SJ EC3a 9019. 
Personvagnen var i SJ-utförande en tredjeklassvagn med två avdelningar och öppna plattformar och i förstone utan toalett. Någon gång före 1952 försågs den med toalett. Tredje klass försvann 1956, och vagnen fick ungefär vid denna tid littera B3c. Den togs ur trafik 1960 och blev tjänstevagn inom SJ:s Malmö-distrikt som nr 900. Senare blev den verkstadsvagn för SJ:s skola i Harlösa.
Vagnen kom till Skånska Järnvägar 1979, där den byggdes tillbaka till personvagn och togs i trafik igen fram till 2007. Den renoverades 2013–2014. 